# Брајновац
Брајновац је насеље у Србији у општини Рековац у Поморавском округу. Према попису из 2022. било је 155 становника.
Овде се налази Запис Гумено дрво (Брајиновац).

## Историја
До Другог српског устанка Брајновац се налазио у саставу Османског царства. Након Другог српског устанка Брајновац улази у састав Кнежевине Србије и административно је припадао Јагодинској нахији и Левачкој кнежини све до 1834. године када је Србија подељена на сердарства. До 2008. године званичан назив насеља је био Брајиновац.

## Демографија
У насељу Брајновац живи 189 пунолетних становника, а просечна старост становништва износи 48,3 година (44,6 код мушкараца и 51,9 код жена). У насељу има 77 домаћинстава, а просечан број чланова по домаћинству је 2,86.
Ово насеље је великим делом насељено Србима (према попису из 2002. године), а у последња три пописа, примећен је пад у броју становника.
|  |

| Демографија | Демографија | Демографија |
| Година      | Становника  | Становника  |
| ----------- | ----------- | ----------- |
| 1948.       | 471         |             |
| 1953.       | 481         |             |
| 1961.       | 418         |             |
| 1971.       | 369         |             |
| 1981.       | 322         |             |
| 1991.       | 288         | 260         |
| 2002.       | 221         | 262         |

| Етнички састав према попису из 2002.‍ | Етнички састав према попису из 2002.‍ | Етнички састав према попису из 2002.‍ | Етнички састав према попису из 2002.‍ | Етнички састав према попису из 2002.‍ |
| ------------------------------------ | ------------------------------------ | ------------------------------------ | ------------------------------------ | ------------------------------------ |
|                                      |                                      |                                      |                                      |                                      |
| Срби                                 | Срби                                 |                                      | 219                                  | 99,09%                               |
| непознато                            | непознато                            |                                      | 0                                    | 0,0%                                 |

| Брајиновац у пописима Јагодинске нахије — од 1818. до 1829.                       |       |       |       |       |       |       |          |       |       |       |       |       |
| Година пописа                                                                     | 1818. | 1819. | 1820. | 1821. | 1822. | 1823. | 1824/25. | 1825. | 1826. | 1827. | 1828. | 1829. |
| Куће                                                                              | 20    | 19    | 22    | 20    | 20    | 22    | 24       | 24    | 23    | 24    | 26    | 26    |
| Пореске главе*                                                                    | -     | 25    | 26    | 22    | 23    | 25    | 26       | 25    | 25    | 27    | 29    | 32    |
| Арачке главе**                                                                    | 60    | 62    | 66    | 63    | 65    | 69    | 72       | 78    | 81    | 84    | 83    | 80    |
| *Пореске главе = Ожењени мушкарци \| ** Арачке главе = Мушкарци од 7 до 70 година |       |       |       |       |       |       |          |       |       |       |       |       |

| Година пописа     | 1948. | 1953. | 1961. | 1971. | 1981. | 1991. | 2002. |
| ----------------- | ----- | ----- | ----- | ----- | ----- | ----- | ----- |
| Број домаћинстава | 99    | 91    | 103   | 97    | 102   | 85    | 77    |

| Број чланова      | 1  | 2  | 3  | 4  | 5 | 6 | 7 | 8 | 9 | 10 и више | Просек |
| ----------------- | -- | -- | -- | -- | - | - | - | - | - | --------- | ------ |
| Број домаћинстава | 23 | 19 | 10 | 11 | 3 | 8 | 2 | 1 | 0 | 0         | 2,86   |

| Пол    | Укупно | Неожењен/Неудата | Ожењен/Удата | Удовац/Удовица | Разведен/Разведена | Непознато |
| ------ | ------ | ---------------- | ------------ | -------------- | ------------------ | --------- |
| Мушки  | 96     | 26               | 65           | 3              | 2                  | 0         |
| Женски | 101    | 11               | 65           | 25             | 0                  | 0         |
| УКУПНО | 197    | 37               | 130          | 28             | 2                  | 0         |

| Пол    | Укупно                    | Пољопривреда, лов и шумарство | Рибарство                            | Вађење руде и камена | Прерађивачка индустрија       |
| ------ | ------------------------- | ----------------------------- | ------------------------------------ | -------------------- | ----------------------------- |
| Мушки  | 54                        | 26                            | 0                                    | 0                    | 17                            |
| Женски | 36                        | 29                            | 0                                    | 0                    | 3                             |
| УКУПНО | 90                        | 55                            | 0                                    | 0                    | 20                            |
| Пол    | Производња и снабдевање   | Грађевинарство                | Трговина                             | Хотели и ресторани   | Саобраћај, складиштење и везе |
| Мушки  | 0                         | 0                             | 3                                    | 0                    | 2                             |
| Женски | 0                         | 0                             | 0                                    | 0                    | 0                             |
| УКУПНО | 0                         | 0                             | 3                                    | 0                    | 2                             |
| Пол    | Финансијско посредовање   | Некретнине                    | Државна управа и одбрана             | Образовање           | Здравствени и социјални рад   |
| Мушки  | 0                         | 0                             | 2                                    | 2                    | 2                             |
| Женски | 0                         | 0                             | 0                                    | 2                    | 2                             |
| УКУПНО | 0                         | 0                             | 2                                    | 4                    | 4                             |
| Пол    | Остале услужне активности | Приватна домаћинства          | Екстериторијалне организације и тела | Непознато            | Непознато                     |
| Мушки  | 0                         | 0                             | 0                                    | 0                    | 0                             |
| Женски | 0                         | 0                             | 0                                    | 0                    | 0                             |
| УКУПНО | 0                         | 0                             | 0                                    | 0                    | 0                             |